# Flagge Belgiens
Die Flagge Belgiens (niederländisch vlag van België, französisch drapeau de la Belgique) ist eine Trikolore in den Farben Schwarz, Gelb und Rot.

## Gestaltung

2:3 Bürgerliche Flagge

Die Farben des Herzogtums Brabant wurden in die belgische Flagge übernommen, die vertikale Anordnung der Streifen ist angelehnt an die Flagge Frankreichs. 
Die Farben sind gesetzlich nicht näher spezifiziert. Album des pavillons (siehe Literatur) gibt näherungsweise folgende Pantone und CMYK-Farbwerte an.
| Farbe     | Schwarz   | Gelb      | Rot       |
| --------- | --------- | --------- | --------- |
| RGB (hex) | 00 00 00  | FF D4 00  | E0 31 2A  |
| CMYK      | 0.0.0.100 | 0.15.95.0 | 0.90.80.5 |
| Pantone   | Black     | 116 c     | 186 c     |

Ihr ungewöhnliches Seitenverhältnis von 13:15 ist unbekannten Ursprungs. Eventuell rührt sie von einem Erlass des belgischen Außenministeriums aus dem 19. Jahrhundert her, der dem Ausland die offizielle Größe der Flagge mit 2,60 × 3,00 Metern angab. Auf einigen Gebäuden der Regierung werden Flaggen in diesem Maßstab gehisst, der größte Teil der offiziellen belgischen Stellen und belgischen Privatleute benutzt allerdings Flaggen im Verhältnis 2:3.

## Schriftzeichen
Im Unicode-Standard kann die Flagge als Kombination der Regionalindikatoren 🇧 (Codepoint im Unicodeblock Zusätzliche umschlossene alphanumerische Zeichen) und 🇪 dargestellt werden: 🇧🇪.

## Geschichte und historische Flaggen

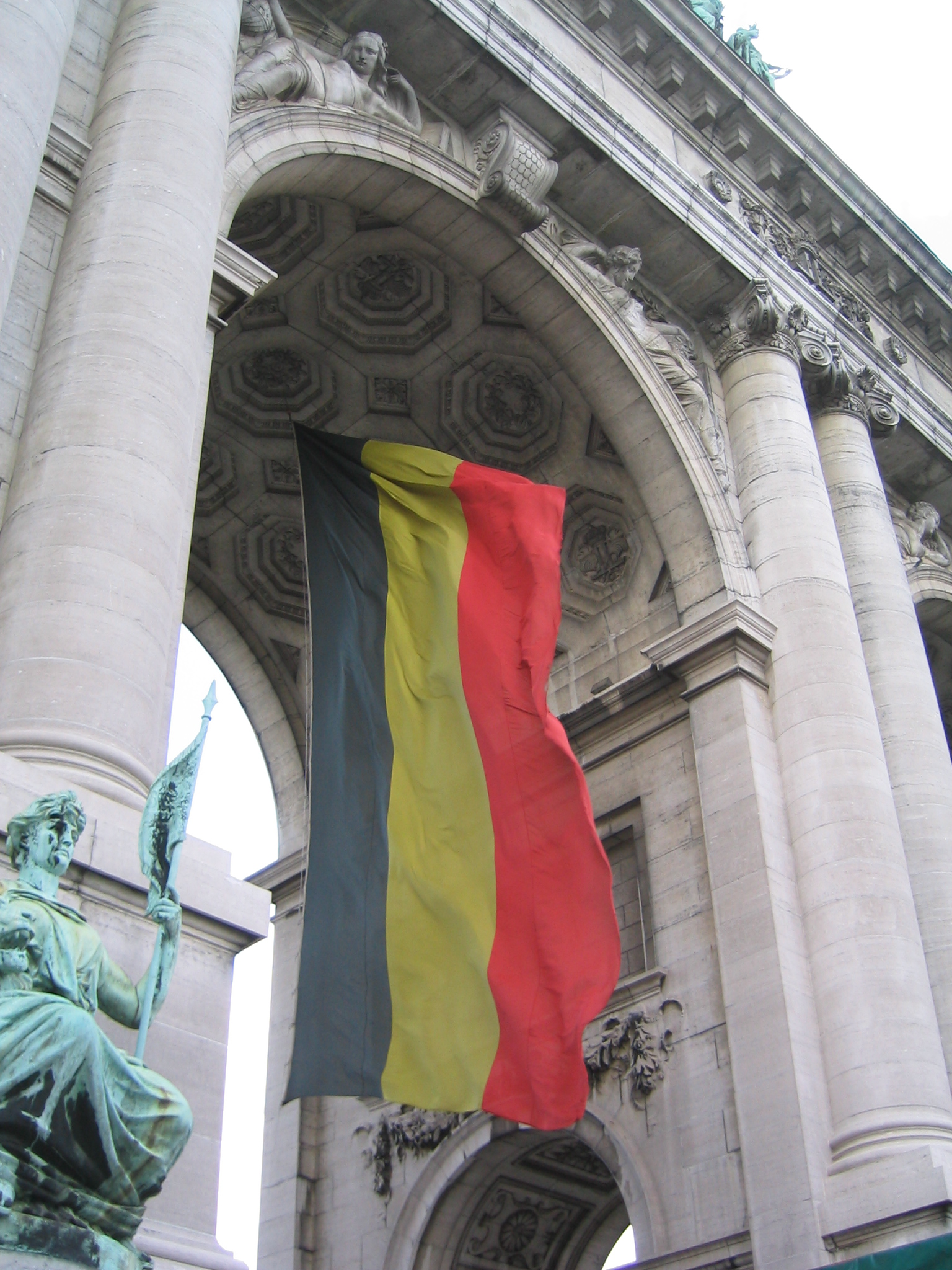
Flagge Belgiens im Brüsseler Jubelpark

Die am 11. Januar 1790 unter dem Einfluss der Französischen Revolution in den Österreichischen Niederlanden ausgerufenen Vereinigten Belgischen Staaten führten eine horizontale Trikolore in der Reihenfolge Rot, Schwarz und Gelb ein. Noch im selben Jahr wurde die Brabanter Revolution durch österreichische Truppen niedergeschlagen.
Als im Königreich der Vereinigten Niederlande die Belgische Revolution 1830 ausbrach, war die erste Flagge, die von den Revolutionären gehisst wurde, die französische Trikolore, die allgemein als Symbol der Revolution galt. Dies änderte sich in Kürze und die Brüsseler Tuchhändlerin Marie Abts-Ermens nähte aus drei Tuchbahnen die erste provisorische belgische Flagge in den Farben Schwarz-Gelb-Rot. Diese Trikolore wurde von Édouard Ducpétiaux und Lucien Jotrand erstmals am 26. August 1830 am Rathaus von Brüssel gehisst. Die offizielle Anerkennung durch die provisorische Regierung erfolgte am 23. Januar 1831. Dabei wurde auch die vertikale Anordnung beschlossen.
Die Internationale Kongo-Gesellschaft, der Kongo-Freistaat und das spätere Belgisch-Kongo verwendeten eine Flagge mit einem fünfzackigen, gelben Stern auf blauem Grund. Die Flagge war Vorbild der heutigen Flagge der Demokratischen Republik Kongo.

Trikolore der Vereinigten Belgischen Staaten 1790
2:3  Trikolore von 1830 in horizontaler Anordnung
Kongo-Freistaat und Belgisch-Kongo, 1877 bis 1960

## Flaggen der Regionen und Gemeinschaften

Region Brüssel-Hauptstadt
Flandern und Flämische Gemeinschaft
Wallonien und Französische Gemeinschaft Belgiens
Deutschsprachige Gemeinschaft Belgiens

## Flaggen der Provinzen

Provinz Antwerpen seit 1997
Provinz Antwerpen von 1928 bis 1997
Provinz Flämisch-Brabant
Provinz Hennegau
Provinz Limburg
Provinz Lüttich
Provinz Luxemburg
Provinz Namur
Provinz Ostflandern
Provinz Wallonisch-Brabant
Provinz Westflandern

## Weitere Flaggen Belgiens

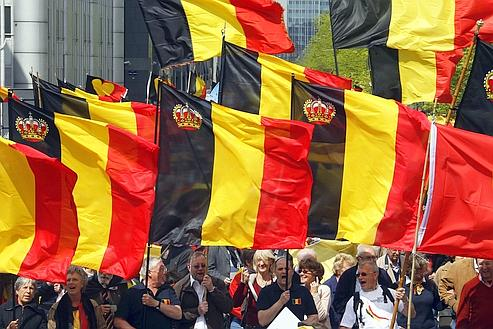
Demonstranten mit der Yachtflagge Belgiens

Die belgische Trikolore mit dem schwarzen Löwen war zwischen 1936 und 1940 die Seekriegsflagge. Nach der Neugründung der Marine 1949 wurde bald darauf eine neue Flagge eingeführt und die Löwenflagge nur noch als Dienstflagge verwendet.
Die Seekriegsflagge wurde am 23. Februar 1950 eingeführt. Das Schrägkreuz stammt vom Burgunderkreuz, das vor dem 19. Jahrhundert in belgischen Flaggen üblich war.

Dienstflagge zur See
Seekriegsflagge
1:1 Gösch der Marine
Mastwimpel der Marine
Flagge der Luftwaffe
Standarte des Königs